# Grand Theft Auto V
Grand Theft Auto V (vaak geschreven als GTA V of GTA 5) is een computerspel uit de Grand Theft Auto-serie van Rockstar Games. Het spel is ontwikkeld door Rockstar North en kwam op 17 september 2013 uit voor PlayStation 3 en Xbox 360. Het spel is voor de PlayStation 4 en Xbox One op 18 november 2014 uitgekomen; de Windows-versie kwam op 14 april 2015 uit. Op 15 maart 2022 werd het spel uitgegeven voor de PlayStation 5 en Xbox Series X❘S. Het spel maakt gebruik van de door Rockstar Games ontwikkelde RAGE-Engine, die ook voor Grand Theft Auto IV werd gebruikt.
De ontwikkelings- en marketingkosten van het spel bedroegen tussen de 200 en 265 miljoen euro. Het was destijds het duurste spel dat ooit gemaakt was. Op de eerste dag van de release bracht het spel 800 miljoen op. Na drie dagen bereikte GTA V de mijlpaal van 1 miljard dollar, een record.

## Uitgave
Op 25 oktober 2011 werd er op het officiële Twitter-account van Rockstar Games een link geplaatst naar een site waar een aankondiging werd gedaan voor de eerste trailer van het spel. Op 2 november 2011 kwam de trailer uit en werd duidelijk dat het spel zich zou afspelen in de op Los Angeles gebaseerde fictieve stad Los Santos (in de staat San Andreas). Tegelijkertijd met het uitkomen van de trailer werd bevestigd dat het spel een multiplayermodus zou bevatten. Op 31 januari 2012 werd bekendgemaakt dat het spel zou verschijnen in de lente van 2013. Vanwege mogelijkheden voor een betere spelerservaring werd ervoor gekozen om de release op te schuiven naar september 2013. Kort daarna stelde Rockstar de multiplayermodus van Grand Theft Auto V uit tot 1 oktober, waarna het spel volledig werkte.
Op 10 juni 2014 kondigde Rockstar Games aan het spel ook voor de pc, PlayStation 4 en Xbox One uit te brengen.
Op 11 juni 2020 kondigde Rockstar Games aan het spel opnieuw voor een nieuwe generatie consoles uit te brengen, dit keer voor de PS5 en Xbox Series X. Op 4 februari 2022 gaf Rockstar Games in een persbericht aan de nieuwe versies op 15 maart 2022 uit te brengen. Op 12 april 2022 werden ook de fysieke versies van de nieuwe uitgave uitgebracht.
In maart 2025 kwam een nieuwe versie beschikbaar voor pc met als achtervoegsel Enhanced. De oorspronkelijke pc-versie kreeg het achtervoegsel Legacy. De Enhanced-versie kent hogere systeemeisen dan de Legacy-versie en is als gratis update beschikbaar voor Legacy-bezitters.

## Gameplay
Grand Theft Auto V is een action-adventurespel dat gespeeld kan worden vanuit een derde en eerste persoonsperspectief in een open wereld-omgeving. Het eerste persoonsperspectief is enkel beschikbaar op de pc, Playstation 4 en Xbox One. De speler kan rennen, springen, zwemmen, varen, vliegen of in voertuigen rijden om in het spel te navigeren. Tijdens het spel kan de speler verschillende missies voltooien om in het verhaal van het spel te vorderen. Het uitvoeren en voltooien van deze missies is echter geheel vrijblijvend en er kan ook vrij in de wereld worden gespeeld. Wanneer de speler illegale handelingen onderneemt in het spel, kan de politie daarop reageren in verschillende gradaties van intensiteit (getoond via een "wanted"-meter in de head-up display) waarbij 5 sterren het maximaal haalbare is.

### Personages
In tegenstelling tot de voorgaande spellen in de Grand Theft Auto-reeks bevat GTA V drie personages die bestuurd kunnen worden door de speler: Michael De Santa, (tot en met 2004 ook wel bekend als Michael Townley), Trevor Philips, en Franklin Clinton. Tussen missies door kan tussen deze drie protagonisten worden gewisseld, evenals op sommige momenten tijdens specifieke missies.
Elk personage heeft een eigen specialisatie (ook wel Special Ability genoemd) die de gameplay beïnvloedt. Zo kan Trevor een staat van razernij activeren waarin hij meer schade toedient en geen schade oploopt; Michael kan tijdens schietpartijen de tijd vertragen voor betere accuratesse (een soort bullettime), en Franklin kan de tijd vertragen tijdens het rijden. Elk van deze vaardigheden kan maar met mate gebruikt worden en wordt opgeladen met het verstrijken van de tijd en door het uitvoeren van specifieke acties. Zo wordt de specialisatie van Trevor opgeladen bij elke moord met een wapen (pistolen, machinegeweren, granaten, enz.), bij Michael door iemand neer te schieten door het hoofd, en bij Franklin door gevaarlijk te rijden.

### Het verhaal
Het spel begint met een proloog van een bankoverval in Ludendorff, North Yankton (aan de Canadese grens). Michael Townley, Trevor Philips en hun collega Bradley "Brad" Snider hebben zojuist een bank overvallen en proberen te ontkomen aan de politie. Op weg naar de helikopter waarmee ze willen vluchten, wordt hun auto geraakt door een trein. Ze raken vervolgens in gevecht met de lokale politie waarbij Michael en Brad worden neergeschoten door een sluipschutter van de FIB (In-game versie van de FBI). Enkel Brad overleeft de schietpartij niet en sterft ter plaatse. Overtuigd dat zijn vrienden zijn doodgebloed, vlucht Trevor. Brad is op slag dood, maar Michael heeft de schietpartij overleefd. Michael sloot van tevoren een deal met de sluipschutter genaamd Dave Norton. Dave zou zeggen dat hij Michael heeft vermoord, en Michael zou vrijuit gaan met de buit van de overval. Noch de FIB noch Trevor zijn op dit moment op de hoogte van deze deal. Michael gaat in Los Santos (gedeeltelijk gebaseerd op Los Angeles) wonen en neemt tevens een nieuwe achternaam aan: De Santa.
Het spel schakelt over naar gangbanger Franklin Clinton die samen met zijn beste vriend Lamar Davis werkt voor een corrupte Armeense autoverkoper: Simeon Yetarian. Hij komt in aanraking met Michael als hij de auto van Michaels zoon, Jimmy, in beslag neemt, omdat laatstgenoemde nalatig zou zijn geweest in zijn betalingen. Michael houdt Franklin onder schot en laatstgenoemde rijdt de auto door de voorruit van de autozaak binnen. De twee zullen later vrienden worden. Als Michael ontdekt dat zijn vrouw seks heeft gehad met haar tenniscoach, wordt Michael razend. Samen met Franklin achtervolgt hij de tenniscoach, die zich uiteindelijk verschuilt in een villa, die Michael vernielt, niet wetende dat de eigenaar van de villa een nichtje is van een grote Mexicaanse kartelbaas genaamd Martin Madrazo. Hij eist van Michael dat hij de veroorzaakte schade vergoedt en hierdoor wordt Michael gedwongen om weer aan het werk te gaan als (bank)overvaller. Hij neemt contact op met zijn oude vriend Lester, een hacker, die altijd de informatie verschafte over mogelijke doelwitten. Michael betrekt Franklin hierbij en het drietal (met behulp van andere professionals) overvalt een juwelierszaak om de schulden af te betalen. Trevor, die nu in een woonwagenkamp woont in Blaine County, geloofde al die jaren dat Michael was omgekomen bij de mislukte overval in Ludendorff. Als hij op tv de overval ziet waarbij hij een kenmerkende uitspraak van Michael hoort (“You forget a thousand things every day, pal. Make sure this is one of them.”) en diens modus operandi (mo) herkent, is hij ervan overtuigd dat dit het werk moet zijn geweest van Michael. Trevor begint een zoektocht, geholpen door zijn 'vrienden' Ron en Wade, en komt al snel te weten waar Michael zich bevindt.
De persoonlijke levens van de protagonisten beginnen al gauw uit de hand te lopen. Michaels familie verlaat hem als hij steeds onstabieler gedrag laat zien. Michael krijgt echter de kans om producent te worden bij een filmstudio, genaamd Richards Majestic. Hij komt al gauw in conflict met Devin Weston, een self-made miljardair en zakenman met een kort lontje. Devin krijgt al snel een hekel aan Michael en verwijt hem de dood van zijn advocate, die verbrijzeld werd door een vliegtuigmotor. Franklin heeft ondertussen zijn eigen problemen: zijn beste vriend Lamar Davis wordt ontvoerd door Harold "Stretch" Joseph, die al meerdere keren Lamar heeft proberen te liquideren om zichzelf te bewijzen aan gangleden. Trevor probeert ondertussen zijn eigen bedrijf Trevor Philips Industries op te bouwen door alle concurrentie uit te moorden en zo de macht te krijgen over de zwarte markten in Los Santos en Blaine County. Hierdoor komt hij in conflict met verschillende criminele bendes, waaronder de 'The Lost'- motorclub, verschillende Latijns-Amerikaanse kartels, Martin Madrazo, rivaliserende Crystal Meth-dealers, een controversiële, particuliere, militaire uitvoerder genaamd 'Merryweather' en Yakuza-leider Wei Cheng.
Agenten van het Federal Investigation Bureau (FIB) Dave Norton en Steve Haines nemen contact op met Michael en eisen van hem dat hij verschillende overvallen pleegt bij het rivaliserende agentschap IAA. Samen met Michael en Lester probeert Steve een IAA-konvooi vol geld, een gevaarlijk chemisch wapen en het IAA hoofdkwartier te overvallen. De missies zijn allemaal een succes, maar Steve komt al gauw in de problemen als de FIB erachter komt dat hij waarschijnlijk betrokken is bij de reeks overvallen. Daarna dwingt hij Michael en Franklin om in te breken bij het FIB-kantoor en al het bewijs van de overvallen te vernietigen. Michael ziet dit als een mooie gelegenheid om al het bewijs van zijn criminele activiteiten óók te vernietigen. Michael, Trevor, Franklin en Lester beginnen daarna met het plannen van de grootste overval ooit om hun criminele levens achter zich te kunnen te laten: het stelen van 200 miljoen dollar in goudstaven.
Michael gaat in therapie met zijn familie om alle problemen op te lossen. Trevor komt er echter achter dat Brad niet in de gevangenis zit, maar al jaren dood is en dat alle berichtjes en brieven, die zogenaamd van Brad waren, nep zijn. Trevor krijgt hierdoor het gevoel dat Michael hem nu alwéér aan het bedriegen is en probeert daarna om de groep uit elkaar te halen door met iedereen ruzie te maken. Wanneer Michael en Dave worden verraden door Steve en ze betrokken raken bij een gevecht tussen de FIB, IAA en Merryweather, proberen ze contact op te nemen met Trevor. Wanneer hij op de hoogte is van de gebeurtenissen, gaat hij naar de plek van het onheil om te voorkomen dat Michael wordt vermoord. Trevor is er namelijk van overtuigd dat als iemand Michael mag vermoorden, hij het is. Vervolgens redt hij Michael en Dave; hij vergeeft Michael echter niet. Trevor gaat daarna akkoord met de plannen voor de laatste grote overval.
De laatste grote overval is een groot succes. Franklin wordt kort daarna benaderd door Steve en Dave, die hem vertellen, dat Trevor ontoerekeningsvatbaar is en ze zal verraden. Ook wordt hij benaderd door Devin die hem opdraagt om Michael te vermoorden. Franklin heeft drie keuzes: Trevor liquideren, Michael liquideren, óf beginnen aan een ogenschijnlijke zelfmoordmissie en alle rivalen in de stad uitschakelen. De laatste keuze is de enige afloop die waargebeurd is, de andere keuzes zijn non-canon. Franklin belt Lester en is in paniek, omdat hij niet weet wat hij moet doen. Lester vraagt hem naar zijn huis te komen en Franklin legt hem zijn opties voor. Lester staat er ook perplex van, maar bedenkt een plan om Michael en Trevor beiden te redden. Franklin, Michael en Trevor gaan naar een gieterij en lokken Merryweather (werkend voor Devin Weston) en IAA-agenten (werkend voor Steve Haines) in de val. Ze rekenen af met deze vijanden en bedenken vervolgens een plan om alle losse eindjes op te ruimen. Ze komen tot de conclusie dat Steve Haines, Stretch, Wei Cheng en Devin Weston het loodje moeten leggen. Trevor rekent af met Haines door hem te vermoorden, terwijl hij aan het filmen is voor zijn televisieshow. Michael vermoordt Stretch op het basketbalveld waar hij vaak speelt en Franklin brengt de 'Triads' een bezoekje en blaast Wei Cheng op met een handgranaat. Trevor ontfermt zich ten slotte over Weston. Hij schakelt zijn bodyguards uit, slaat Weston bewusteloos en ontvoert hem. Hij rijdt naar een rustige klif waar hij heeft afgesproken met Michael en Franklin. Ze spreken Weston een laatste maal toe alvorens zijn auto van de klif te duwen, waarna de auto explodeert en Weston ter plekke overlijdt. Ze besluiten om hun geschillen opzij te zetten en om als vrienden verder te gaan met hun eigen levens.
Kiest de speler voor optie A, dan spreekt Franklin met Trevor af op een verlaten olieveld. Hij confronteert Trevor en achtervolgt hem, totdat Michael te hulp schiet en hem met zijn truck tegen een benzinetank laat aanrijden. Trevor voelt zich wederom verraden en zegt hen dat ze hem dan maar moeten vermoorden. Franklin zorgt ervoor dat Trevor levend verbrandt en Michael en Franklin bespreken kort wat Franklin allemaal heeft geleerd van het hele avontuur. Ze zijn beiden nog in shock en gaan ieder hun eigen weg. Kiest de speler voor optie B, dan confronteert Franklin Michael op een afgelegen plek. Hij achtervolgt Michael en klautert hem achterna op een toren. Michael besluipt Franklin, maar Franklin krijgt al snel de overhand en duwt hem over de railing. Michael is op slag dood en Franklin belt Lamar om hem te vragen of ze misschien wat kunnen gaan doen.

## Recensies
| Recensiescore       | Recensiescore                                                   |
| Recensieverzamelaar | Score                                                           |
| ------------------- | --------------------------------------------------------------- |
| GameRankings        | (PS3) 97,01% (X360) 96,10% (PS4) 96,33% (X1) 98,33% (pc) 95,07% |
| Metacritic          | (PS3) 97/100 (X360) 97/100 (PS4) 97/100 (X1) 97/100 (pc) 96/100 |
| Publicist           | Score                                                           |
| Eurogamer           | 9/10                                                            |
| Gamer.nl            | 10/10                                                           |
| GameSpot            | 9/10                                                            |
| IGN                 | 10/10                                                           |
| InsideGamer         | 10-/10                                                          |
| Power Unlimited     | (PS3, X360) 100/100 (PS4, X1) 100/100 (pc) 90/100 (PS5) 75/100  |
| Tweakers            | 9,5/10                                                          |
| XGN                 | 9.8/10                                                          |

Grand Theft Auto V heeft grotendeels lovende kritiek gehad van de internationale pers. Recensieverzamelaars GameRankings en Metacritic geven een gemiddelde score tussen de 96 en 97%, wat het een van de best ontvangen spellen maakt.
Tweakers.net gaf het spel een 9,5 en benoemde als goede vernieuwingen de overvallen, drie speelbare personages, een grote speelwereld en humorvolle en sterke dialogen. Gamer.nl benoemde daarnaast dat het spel een zeer levendige en volle spelwereld heeft.
Meerdere beoordelingssites benoemden echter ook dat de grafische beelden van het spel tegenvielen in vergelijking met de door Rockstar Games geplaatste schermafbeeldingen en trailers. Toch vonden deze websites het een van de grafisch mooiste spellen tot dan toe. Wel werden de afzwakkende en inconsequente karaktertrekken van sommige personages als kritiekpunt genoemd.

## Grand Theft Auto Online
Op 1 oktober 2013 lanceerde Rockstar Games Grand Theft Auto Online, een multiplayervariant op Grand Theft Auto V (hoewel Rockstar, Grand Theft Auto Online als een apart spel ziet), die op de PlayStation 3 en Xbox 360
met maximaal 16 spelers tegelijk gespeeld kan worden, op de PlayStation 4, pc en Xbox One kun je met maximaal 30 spelers in een online sessie. De lancering verliep niet vlekkeloos, waardoor veel spelers wereldwijd moeite hadden de servers van het spel te benaderen en in sommige gevallen alle persoonlijke progressie gewist zagen worden. Rockstar Games kondigde daarop aan alle spelers van het spel te zullen compenseren met een schenking van een (in-game) geldbedrag van 500.000 dollar, de enige voorwaarde was dat de speler het spel in oktober 2013 gespeeld had.
In de eerste versies van het spel waren vele glitches aanwezig waarmee spelers op een makkelijke manier dollars of reputationpoints, welke nodig zijn om een nieuwe rang te bereiken, konden verkrijgen. Tal van updates hebben ervoor gezorgd dat deze glitches werden verwijderd, hoewel er nog steeds overblijven.
Tijdens een update van GTA V zijn hackers hun slag gaan slaan. Omdat Rockstar een bestand op haar servers opslaat waarbij waardes konden worden aangepast om zo enorm hoge geldbedragen uit te keren of onsterfelijkheid te activeren, waren er al verschillende modded lobbies actief. Rockstar reageerde meteen door cheaters in een zogenoemde cheater pool te stoppen en loste het probleem op met een 24-uur durende update tussen 15 en 16 januari 2014. Daarbij werd het valse geld dat spelers hadden ontvangen weer verwijderd. Tegenwoordig doet Rockstar deze updates (patches) veel vaker zodat Grand Theft Auto Online spelers zo min mogelijk last hebben van hackers.

### Ontvangst
| Recensiescore       | Recensiescore              |
| Recensieverzamelaar | Score                      |
| ------------------- | -------------------------- |
| GameRankings        | (X360) 82,00% (PS3) 76,00% |
| Metacritic          | (X360) 80/100 (PS3) 83/100 |
| Publicist           | Score                      |
| Power Unlimited     | (X360) 80/100              |

## Systeemeisen
| Minimale systeemvereisten  |                                                                                  |
| Besturingssysteem          | Windows Vista / 7 SP1 / 8 / 8.1 / 10 (alleen 64-bit)                             |
| Processor                  | Intel Core 2 Quad CPU Q6600 2,4 GHz / AMD Phenom 9850 2,5 GHz (minimaal 4 cores) |
| Werkgeheugen               | 4 GB RAM                                                                         |
| Videokaart (videogeheugen) | NVIDIA Geforce 9800 GT / AMD Radeon HD 4870 (1 GB)                               |
| Vrije opslagruimte         | 65 GB                                                                            |

| Aanbevolen systeemvereisten |                                                                      |
| Besturingssysteem           | Windows 7 SP1 / 8 / 8.1 / 10 (alleen 64-bit)                         |
| Processor                   | Intel Core i5 3470 3,2 GHz / AMD X8 FX-8350 4 GHz (minimaal 8 cores) |
| Werkgeheugen                | 8 GB RAM                                                             |
| Videokaart (videogeheugen)  | NVIDIA Geforce GTX 660 / AMD Radeon HD 7870 (2 GB)                   |
| Vrije opslagruimte          | 65 GB                                                                |